# Claressa Shields
Claressa Maria Shields (Flint, 17 de marzo de  1995) es una boxeadora profesional y artista marcial mixta estadounidense. Ha tenido múltiples campeonatos mundiales en tres categorías de peso , incluido el título indiscutible de peso Superwélter femenino desde marzo de 2021, el título indiscutible de peso mediano femenino de 2019 a 2020 y los títulos unificados de peso Supermediano femenino del WBC y la IBF de 2017 a 2018. Shields actualmente tiene el récord de convertirse en campeona mundial de dos y tres pesos en la menor cantidad de peleas profesionales. En noviembre de 2020, The Ring  y BoxRec la clasificaron como la mejor mujer de peso Superwélter activo del mundo, así como la mejor boxeadora activa, libra por libra y ESPN, segundo por The Ring,  y cuarto por BoxRec.
Shields es el único boxeador en la historia, femenino o masculino, que posee los cuatro títulos mundiales principales del boxeo (WBA, WBC, IBF y WBO) simultáneamente, en dos categorías de peso.
Fue la boxeadora más joven de la competencia olímpica de Estados Unidos, donde ganó la categoría de peso de 75 kg.
En 2016 obtuvo la medalla de oro en el Campeonato del mundo celebrado en Astaná, Kazajistán, en la categoría de 75 kg.
Como profesional ha triunfado en las diez peleas que realizó. Ha sido campeona mundial en peso peso Supermediano, peso mediano y peso Superwélter.
El 10 de junio de 2021 Shields hizo su debut en las artes marciales mixtas (MMA) enfrentando a la peleadora Brittney Elkin. Shields ganó el combate por TKO al minuto 1:44 del tercer round.

## Récord profesional en Boxeo
| 13 Ganadas (2 KOs), 0 Derrotas |        |                   |      |              |            |                                                | |
| Res.                           | Récord | Oponente          | Tipo | Rd., Tiempo  | Datos      | Localidad                                      | Notas |
| G                              | 13-0   | Savannah Marshall | UD   | 10           | 15-10-2022 | The O2 Arena, Londres                          | Retiene títulos de peso mediano femenino de la AMB, CMB, FIB, WBF y The Ring Gana títulos de peso mediano femenino de la WBO.                                             |
| G                              | 12-0   | Ema Kozin         | UD   | 10           | 05-02-2022 | Motorpoint Arena Cardiff, Cardiff              | Retiene títulos de peso mediano femenino de la AMB, CMB, FIB y The Ring Gana títulos de peso mediano femenino de la WBF                                                   |
| G                              | 11-0   | Marie-Eve Dicaire | UD   | 10           | 05-03-2021 | Dort Federal Event Center, Flint, Michigan     | Retuvo los títulos de peso mediano ligero del CMB y de la OMB; Ganó la FIB , la WBA vacante (Super) y los títulos inaugurales de peso mediano ligero femenino de The Ring |
| G                              | 10-0   | Ivana Habazin     | UD   | 10           | 10-01-2020 | Ocean Casino Resort, Atlantic City, New Jersey | Ganó títulos vacantes del CMB y la OMB de peso Superwélter femenino |
| G                              | 9–0    | Christina Hammer  | UD   | 10           | 13-04-2019 | Boardwalk Hall, Atlantic City, New Jersey      | Retiene los títulos de la WBA, IBF y WBC del peso mediano. Gana el título de la WBO.                                                                                      |
| G                              | 8–0    | Femke Hermans     | UD   | 10           | 08-12-2018 | StubHub Center, Carson, California             | Retiene los títulos de la WBA, IBF y WBC del peso mediano |
| G                              | 7–0    | Hannah Rankin     | UD   | 10           | 17-11-2018 | Kansas Star Arena, Mulvane, Kansas             | Retiene los títulos de la WBA y IBF del peso mediano Gana el título vacante de la WBC del peso mediano                                                                    |
| G                              | 6–0    | Hanna Gabriels    | UD   | 10           | 22-06-2018 | Masonic Temple, Detroit, Míchigan              | Gana el título vacante de la WBA y el título inaugural de la IBF del peso mediano                                                                                         |
| G                              | 5–0    | Tori Nelson       | UD   | 10           | 12-01-2018 | Turning Stone Resort Casino, Verona, New York  | Retiene los títulos WBC y IBF femeninos del peso supermediano |
| G                              | 4–0    | Nikki Adler       | TKO  | 5 (10), 1:34 | 04-08-2017 | MGM Grand, Detroit, Míchigan                   | Gana los títulos WBC y vacante IBF del peso super mediano |
| G                              | 3–0    | Sydney LeBlanc    | UD   | 8            | 16-06-2017 | Masonic Temple, Detroit, Míchigan              | Gana el título vacante WBC Silver femenino del peso supermediano |
| G                              | 2–0    | Szilvia Szabados  | TKO  | 4 (6), 1:30  | 10-03-2017 | MGM Grand, Detroit, Míchigan                   | Gana el título vacante NABF femenino del peso mediano; First women's headline bout on Showtime                                                                            |
| G                              | 1–0    | Franchon Crews    | UD   | 4            | 19-11-2016 | T-Mobile Arena, Paradise, Nevada               | |

### Otras lecturas
- Levy, Ariel (7 de mayo de 2012). «A Ring of One’s Own». The New Yorker (Nueva York: Condé Nast).